# M/F Ampere
M/F Ampere är en norsk batteridriven färja, som sedan 2014 trafikerar rutten Lavik–Oppedal i Sogn og Fjordane. över Sognefjorden, för rederiet Norled. På den 20 minutter långa överfarten används 200 kilowattimmar.
M/F Ampere är en katamaran och den första batteridrivna bilfärjan i Norge. Hon byggdes 2014 på Fjellstrand AS i Omastrand i samarbete med Siemens AG.
M/F Ampere fick det norska priset Ship of the Year 2014.